# جاکسارتوسور
جاکسارتوسور (نام علمی: Jaxartosaurus) نام یک سرده از تیره هادروسارید است.